# Museo di Cluny
Il Museo di Cluny, o più precisamente Museo nazionale del Medioevo e delle Terme di Cluny (in francese: Musée national du Moyen Âge - Thermes et Hôtel de Cluny), si trova nel quattrocentesco complesso dell'Hôtel de Cluny, hôtel particulier che lo ospita dal 1843. Il museo detiene una delle principali collezioni mondiali d'arte medievale europea, che ammonta a 23 000 artefatti risalenti a un periodo compreso tra la Gallia romana e il XVI secolo, e dei quali 2 300 sono esposti al pubblico.
Sorge nel quartiere latino di Parigi, in Francia.

## L'edificio
L'edificio, esempio di architettura gotica civile, fu voluto dagli abati di Cluny come collegio, cioè foresteria e sede di rappresentanza, in sostituzione di quello originariamente sito nell'attuale Place de la Sorbonne.
Nell'attuale localizzazione l'ordine di Cluny possedeva già, nel XV secolo, una foresteria nei pressi delle antiche terme romane: l'attuale edificio, voluto dall'abate Jacques d'Amboise (1485-1510), è l'esempio integro più antico, a Parigi, di hôtel particulier (residenza privata) dotato di corte e giardino.
L'edificio, a due piani con tetto d'ardesia (di cui un'alta balaustra nasconde l'attacco) e grandi abbaini, è costituito da un corpo principale con due ali che racchiudono il cortile. Nel muro (merlato, ma non alto) che lo separa dalla città si aprono solo un portale molto semplice (l'antica porta carraia) e un portoncino per i pedoni. All'interno è stata mantenuta la disposizione originaria degli ambienti almeno per quanto riguarda la volumetria delle sale, l'orientamento dell'ingresso e la cappella.
Nel 2002 ne è stata ricreata con grande cura l'illuminazione esterna, ottenendo effetti molto suggestivi.

## Il giardino
Dal settembre 2000 è stato aperto al pubblico il giardino. Non si tratta di un restauro, ma di una ri-creazione dello spazio esterno (5.000 m²), ispirata alle collezioni del museo: alberi di alto fusto evocano la foresta del Liocorno attorno a due piccole radure; lo spazio più vicino all'ingresso è stato organizzato come un giardino medioevale:
- un'aiuola rappresenta il "ménagier" (l'aiuola delle piante utili alla cucina),
- la successiva allude al vero e proprio giardino dei semplici (con le piante medicinali),
- segue il giardino celeste, dove la rosa, la violetta, il giglio e l'iris rappresentano la Vergine,
- il giardino d'amore, dove piante profumate evocano l'amore cortese e sensuale.

Lo spazio conclusivo è il prato fiorito, abbellito da una fontana, oltre il quale si accede al Museo.

## Il museo

Il Museo - La Dame à la licorne: La Vue.

Il nucleo museale venne fondato da Alexandre Du Sommerard, militare poi entrato alla Corte dei Conti (1779-1842), che in tempi in cui il Medioevo non andava affatto di moda si era appassionato all'epoca e ai suoi oggetti, mettendo insieme una vasta collezione. L'uomo era socievole, mondano e amico di letterati, e mostrava volentieri la collezione. Anche per allocarla meglio (e perché aveva ormai bisogno di più spazio), decise di acquistare l'Hôtel de Cluny. Alla sua morte (si era già in piena età romantica e il Medioevo era diventato interessante), lo Stato acquisì l'Hotel, le collezioni, e anche le Terme (queste ultime dalla città di Parigi), creando qui, nel 1843, il Museo nazionale del Medioevo.
Le collezioni stabili sono:
- Antichità e alto Medioevo (allestita nello spazio delle Terme e dedicata alla Gallia romanizzata);
- Mondo romanico (X - XI secolo: sculture, vetrerie, codici miniati);
- Scultura gotica (XII - XIII secolo: elementi decorativi dalle abbazie di Saint-Germain-des-Prés, di Sainte-Geneviève, di Saint-Denis, della Sainte-Chapelle e di Notre-Dame);
- Vetrate (l'arte del colore e della luce);
- Oreficeria e avori (oreficeria, smalti, avori sacri e profani dall'XI al XIV secolo);
- Tappezzerie e tessuti (tra cui il più noto è il ciclo degli arazzi della La dama e l'unicorno);
- Vita quotidiana nel Medioevo (oggetti d'arredamento, accessori domestici, armi).

Dal punto di vista museografico il sito è ottimamente organizzato e tenuto, presenta mostre, eventi, conferenze, attività monografiche e così via.

## Alcune delle opere custodite
- Dittico dei Simmachi e dei Nicomachi (valva di Parigi);
- Parte del tesoro di Guarrazar, tesoro visogoto di origine spagnola;
- L'Antependium di Basilea;
- Statua di Adamo;
- Lastra tombale di Nicolas Flamel, spostata qui dalla chiesa di Saint-Jacques-de-la-Boucherie che fu smontata (vendendone le pietre) nel 1797.
- Arazzi de La dama e l'unicorno